# Festival Internacional de Cine de San Sebastián 2012
La 60.ª edición del Festival Internacional de Cine de San Sebastián se celebró del viernes 21 al sábado 29 de septiembre de 2012 en San Sebastián. El festival se inauguró con el film El fraude de Nicholas Jarecki y se cerró con El cuarteto de Dustin Hoffman.

## Jurados
Jurado de la Sección Oficial
- Christine Vachon, productora francesa (Presidenta)
- Ricardo Darín, actor argentino
- Peter Suschitzky, director de fotografía británico
- Michel Gaztambide, guionista francés
- Julie Taymor, actriz y directora de teatro estadounidense
- Mia Hansen-Løve, actriz y directora francesa
- Agustí Villaronga, director español

Premio Horizontes
- Jorge Drexler, músico hispano-uruguayo (Presidente)
- Fernanda del Nido, productora argentina.
- Sandro Fiorin, distribuidor cinematográfico brasileño

Nuevos Directores
- Katayoon Shahabi, productora y distribuidora iraní (Presidenta)
- Radu Muntean, director rumano
- Demetrios Matheou, periodista, escritor y programador británico.
- Lourdes Oñederra, escritora y fonóloga española.
- Diana Sánchez, programadora internacional del Festival Internacional de Cine de Toronto

Premio Serbitzu Zinemira
- Andoni Egaña, escritor español (Presidente)
- Katixa Agirre, escritora e investigadora de medios audiovisuales española
- Maru Solores, cineasta española

Encuentro Internacional de Estudiantes de Cine
- Lord David Puttnam of Queensgate, productor británico

## Sección Oficial
Las 14 películas siguientes compitieron para el premio de la Concha de Oro a la mejor película:
| Título en España                       | Título original                        | Director(es)       | País           |
| -------------------------------------- | -------------------------------------- | ------------------ | -------------- |
| El fraude                              | Arbitrage (film)                       | Nicholas Jarecki   | Estados Unidos |
| All apologies                          | All apologies                          | Emily Tang         | China          |
| El artista y la modelo                 | El artista y la modelo                 | Fernando Trueba    | España         |
| El atentado                            | L'attentat                             | Ziad Doueiri       | Líbano         |
| Blancanieves                           | Blancanieves                           | Pablo Berger       | España         |
| El capital                             | Le capital                             | Costa-Gavras       | Francia        |
| En la casa                             | Dans la maison                         | François Ozon      | Francia        |
| Días de pesca en Patagonia             | Días de pesca en Patagonia             | Carlos Sorín       | Argentina      |
| Rhino season                           | Rhino season                           | Bahman Ghobadi     | Turquía        |
| Foxfire                                | Foxfire                                | Laurent Cantet     | Francia        |
| El hipnotista                          | Hypnotisören                           | Lasse Hallström    | Suecia         |
| Die lebenden (The Dead and the Living) | Die lebenden (The Dead and the Living) | Barbara Albert     | Austria        |
| El muerto y ser feliz                  | El muerto y ser feliz                  | Javier Rebollo     | España         |
| Volver a nacer                         | Venuto al mondo                        | Sergio Castellitto | Italia         |

### Fuera de competición
Las películas siguientes fueron seleccionadas para ser exhibidas fuera de competición: 
Largometrajes
| Título en español | Título original | Director(es)        | País           |
| ----------------- | --------------- | ------------------- | -------------- |
| Argo              | Argo            | Ben Affleck         | Estados Unidos |
| ¡Atraco!          | ¡Atraco!        | Eduard Cortés       | España         |
| Lo imposible      | Lo imposible    | Juan Antonio Bayona | España         |
| El cuarteto       | El cuarteto     | Dustin Hoffman      | Reino Unido    |

Proyecciones especiales
| Título en español          | Título original            | Director(es)                      | País           |
| -------------------------- | -------------------------- | --------------------------------- | -------------- |
| Los sueños de Ulma (corto) | Los sueños de Ulma (corto) | Leonor Watling, Romulo Aguillaume | España         |
| Locos de amor              | Mozart and the Whale       | Petter Naess                      | Estados Unidos |
| Vida en sombras            | Vida en sombras            | Llorenç Llobet-Gràcia             | España         |

## Horizontes latinos
El Premio Horizontes impulsa el conocimiento de los largometrajes producidos total o parcialmente en América Latina, dirigidos por cineastas de origen latino, o bien que tengan por marco o tema comunidades latinas del resto del mundo.
| Título original          | Director(es)           | País      |
| ------------------------ | ---------------------- | --------- |
| Aquí y allá              | Antonio Méndez Esparza | México    |
| Después de Lucía         | Michel Franco          | México    |
| El Bella Vista           | Alicia Cano Menoni     | Uruguay   |
| El último Elvis          | Armando Bo II          | Argentina |
| Era uma vez eu, Verônica | Marcelo Gomes          | Brasil    |
| Infancia clandestina     | Benjamín Ávila         | Argentina |
| Joven y alocada          | Marialy Rivas          | Chile     |
| La demora                | Rodrigo Plá            | Uruguay   |
| La Playa D.C.            | Juan Andrés Arango     | Colombia  |
| La sirga                 | William Vega           | Colombia  |
| Post Tenebras Lux        | Carlos Reygadas        | México    |
| Salsipuedes              | Mariano Luque          | Argentina |

## Premios independientes

### Zabaltegi Perlas
Las 12 películas proyectadas en esta sección son largometrajes inéditos en España, que han sido aclamados por la crítica y/o premiados en otros festivales internacionales. Estas fueron las películas seleccionadas para la sección:
| Título en español                          | Título original                            | Director(es)                     | País           |
| ------------------------------------------ | ------------------------------------------ | -------------------------------- | -------------- |
| Amour                                      | Amour                                      | Michael Haneke                   | Francia        |
| Después de mayo                            | Après mai                                  | Olivier Assayas                  | Francia        |
| Bestias del sur salvaje                    | Beasts of the Southern Wild                | Benh Zeitlin                     | Estados Unidos |
| César debe morir                           | Cesare deve morire                         | Paolo Taviani y Vittorio Taviani | Italia         |
| Esta no es la vida privada de Javier Krahe | Esta no es la vida privada de Javier Krahe | Ana Murugarren, Joaquín Trincado | España         |
| Si de verdad quieres...                    | Hope Springs                               | David Frankel                    | Estados Unidos |
| Tú y yo                                    | Io e te                                    | Bernardo Bertolucci              | Italia         |
| No                                         | No                                         | Pablo Larraín                    | Chile          |
| Salvajes                                   | Savages                                    | Oliver Stone                     | Estados Unidos |
| Las sesiones                               | The Sessions                               | Ben Lewin                        | Estados Unidos |
| El impostor                                | The Imposter                               | Bart Layton                      | Reino Unido    |
| La parte de los ángeles                    | The Angels' Share                          | Ken Loach                        | Reino Unido    |

### Nuevos Directores
Esta sección agrupa los primeros o segundos largometrajes de sus cineastas, inéditos o que solo han sido estrenados en su país de producción y producidos en el último año. Estas fueron las películas seleccionadas para la sección:
| Título en español        | Título original          | Director(es)                         | País         |
| ------------------------ | ------------------------ | ------------------------------------ | ------------ |
| 7 cajas                  | 7 cajas                  | Juan Carlos Maneglia, ̟Tana Schémbori | Paraguay     |
| Animals                  | Animals                  | Marçal Forés                         | España       |
| Carne de perro           | Carne de perro           | Fernando Guzzoni                     | Chile        |
| Chaika                   | Chaika                   | Miguel Ángel Jiménez                 | España       |
| Cores (Colores)          | Cores (Colores)          | Francisco García                     | Brasil       |
| Draussen ist Sommer      | Draussen ist Sommer      | Friederike Jehn                      | Alemania     |
| El limpiador             | El limpiador             | Adrián Saba                          | Perú         |
| El día de los cuervos    | LLe jour des corneilles  | Jean Christophe Dessaint             | Francia      |
| Sleepless Nights         | Layali Bala Noom         | Eliane Raheb                         | Líbano       |
| Parviz                   | Parviz                   | Majid Barzegar                       | Irán         |
| Rocker                   | Rocker                   | Marian Crisan                        | Rumanía      |
| Shell                    | Shell                    | Scott Graham                         | Reino Unido  |
| Los increíbles           | Los increíbles           | David Valero                         | España       |
| Shesh Peamim             | Shesh Peamim             | Jonathan Gurfinkel                   | Israel       |
| Silent City              | Silent City              | Threes Anna                          | Países Bajos |
| The Love Songs of Tiedan | The Love Songs of Tiedan | Hao Jie                              | China        |
| Viceværten               | Viceværten               | Katrine Wiedemann                    | Dinamarca    |

### Zabaltegi-Tabakalera
Esta sección agrupa una selección de propuestas muy variada, sin distinciones de normas, géneros o duraciones, en las que prevalece un alto interés cinematográfico. Estos fueron los trabajos seleccionados para la sección:
| Título en España                                | Título original                                 | Director(es)                                                                                               | País           |
| ----------------------------------------------- | ----------------------------------------------- | --- | -------------- |
| Las líneas de Wellington                        | Linhas de Wellington                            | Valeria Sarmiento                                                                                          | Portugal       |
| 7 días en La Habana                             | 7 días en La Habana                             | Laurent Cantet, Benicio del Toro, Julio Medem, Gaspar Noé, Elia Suleiman, Juan Carlos Tabío, Pablo Trapero | España         |
| Baztan                                          | Baztan                                          | Iñaki Elizalde                                                                                             | España         |
| Asura                                           | Asura                                           | Keiichi Sato                                                                                               | Japón          |
| Bypass                                          | Bypass                                          | Aitor Mazo, Patxo Tellería                                                                                 | España         |
| La casa Emak Bakia                              | La casa Emak Bakia                              | Oskar Alegriad                                                                                             | España         |
| Kern                                            | Kern                                            | Severin Fiala, Veronika Franz                                                                              | Austria        |
| Klip                                            | Klip                                            | Maja Milos                                                                                                 | Serbia         |
| Mujer conejo                                    | Mujer conejo                                    | Verónica Chen                                                                                              | Aergentina     |
| Ralf König, rey de los cómics                   | König des Comics                                | Rosa von Praunheim                                                                                         | Alemania       |
| Operación E                                     | Operación E                                     | Miguel Courtois                                                                                            | España         |
| Palabras mágicas (para romper un encantamiento) | Palabras mágicas (para romper un encantamiento) | Mercedes Moncada Rodríguez                                                                                 | México         |
| Shokuzai                                        | Shokuzai                                        | Kiyoshi Kurosawa                                                                                           | Japón          |
| Tropicália                                      | Tropicália                                      | Marcelo Machado                                                                                            | Brasil         |
| Xingu: La misión al Amazonas                    | Xingu                                           | Cao Hamburger                                                                                              | Brasil         |
| The Bay                                         | The Bay                                         | Barry Levinson                                                                                             | Estados Unidos |
| Zuloak                                          | Zuloak                                          | Fermín Muguruza                                                                                            | España         |

### Encuentro Internacional de Estudiantes de Cine
Esta sección agrupa trabajos de estudiantes de escuelas de cine de todo el mundo, cuyos trabajos han sido previamente seleccionados, para que participen en proyecciones de sus cortometrajes. Estos fueron los trabajos seleccionados para la sección:
| Título original                                       | Director(es)         | País        |
| ----------------------------------------------------- | -------------------- | ----------- |
| Apnea                                                 | Jeremy Hatcher       | Chile       |
| Distopía                                              | Jesús Rivera Soriano | España      |
| Early birds                                           | Jeroen Bogaert       | Reino Unido |
| Hier j'étais deux                                     | Sylvain Coisne       | Francia     |
| Hives                                                 | -                    | Reino Unido |
| I think this is the closest to how the footage looked | Yuval Hameiri        | Israel      |
| Jeanne                                                | Dania Reymond        | Francia     |
| Krav einaym                                           |                      | Israel      |
| La madre                                              | Jean-Marie Straub    | México      |
| La ravaudeuse                                         | Simon Filliot        | Francia     |
| Los galgos                                            | Gabriel Azorín       | España      |
| Mudanza                                               | -                    | Cuba        |
| Pude ver un puma                                      | Eduardo Williams     | Argentina   |
| Swieto zmarlych                                       | Aleksandra Terpinska | Polonia     |
| The Mass of Men'                                      | Gabriel Gauchet      | Reino Unido |
| Wedding Duet'                                         | Goran Mihailov       | Rumanía     |
| Work'                                                 | -                    | Alemania    |

## Otras secciones

### Zinemira Estrenos
Sección dedicada los largometrajes con un mínimo de un 20% de producción vasca que se estrenan mundialmente así como aquellos hablados mayoritariamente en euskera. Todos ellos son candidatos al Premio Irizar al Cine Vasco. Estas fueron las películas seleccionadas para la sección:
| Título en español               | Título en original              | Director(es)                    |
| ------------------------------- | ------------------------------- | ------------------------------- |
| En un paisaje imaginado         | En un paisaje imaginado         | Josu Venero                     |
| Lugares vacíos, palabras llenas | Lugares vacíos, palabras llenas | Joxeanjel Arbelaitz Irastortza  |
| Mariposas en el hierro          | Mariposas en el hierro          | Bertha Gaztelumendi             |
| Murmullos                       | Murmur                          | Juan Miguel Gutiérrez           |
| Pura vida. The Ridge            | Pura vida. The Ridge            | Pablo Iraburu, Migueltxo Molina |
| To Say Goodbye                  | To Say Goodbye                  | Matt Richards                   |
| Camera obscura                  | Camera obscura                  | Maru Solores                    |
| Papá, soy una zombi             | Papá, soy una zombi             | Joan Espinach, Ricardo Ramón    |

Zinemira Kimuak (cortometrajes)
| Título en original    | Director(es)      |
| --------------------- | ----------------- |
| Aguaǃ                 | Mikel Rueda       |
| Bajo la almohada      | Isabel Herguera   |
| Beerbug               | Ander Mendia      |
| Casa Vacia            | Jesus M. Palacios |
| Deus et machina       | Koldo Almandoz    |
| Monsters Do Not Exist | Paul Urkijo Alijo |
| Voice Over            | Martín Rosete     |

### Made in Spain
Sección dedicada a una serie de largometrajes españoles que se estrenan en el año. Estas fueron las películas seleccionadas para la sección:
| Título original                 | Director(es)                    |
| ------------------------------- | ------------------------------- |
| 30 años de oscuridad            | Manuel H. Martín                |
| Carmina o revienta              | Paco León                       |
| Edificio España                 | Víctor Moreno                   |
| Elefante blanco                 | Pablo Trapero                   |
| Els nens salvatges              | Patricia Ferreira               |
| Grupo 7                         | Alberto Rodríguez               |
| Katmandú, un espejo en el cielo | Icíar Bollaín                   |
| La chispa de la vida            | Álex de la Iglesia              |
| Iceberg                         | Gabriel Velázquez               |
| Miel de naranjas                | Imanol Uribe                    |
| Silencio en la nieve            | Gerardo Herrero                 |
| Sleepless Knights               | Stefan Butzmühlen, Cristina Diz |
| Sueño y silencio                | Jaime Rosales                   |
| Los Pelayos                     | Eduard Cortés                   |
| Wilaya                          | Pedro Pérez Rosado              |

### Culinary Zinema
Sección no competitiva creada en colaboración con el Festival Internacional de Cine de Berlín y organizada conjuntamente con el Basque Culinary Center para unir el cine, la gastronomía y el desarrollo de diversas actividades relacionadas con la alimentación. Estas fueron las películas seleccionadas para la sección:
| Título en español                                     | Título en original                      | Director(es)      | País        |
| ----------------------------------------------------- | --------------------------------------- | ----------------- | ----------- |
| El festín de Babette                                  | Babettes gæstebud                       | Gabriel Axel      | Dinamarca   |
| El chef, la receta de la felicidad                    | Comme un chef                           | Daniel Cohen      | Francia     |
| Entre les Bras: Michel Bras, la herencia de la cocina | Entre les Bras - La cuisine en héritage | Paul Lacoste      | Francia     |
| La cocinera del presidente (corto)                    | Les saveurs du Palais                   | Christian Vincent | Francia     |
| Jerusalem on a Plate                                  | Jerusalem on a Plate                    | James Nutt        | Reino Unido |
| Sueños de cocina                                      | Sueños de cocina                        | Felipe Ugarte     | España      |
| Lupe el de la vaca                                    | Lupe el de la vaca                      | Blanca Aguerre    | México      |
| Perú sabe: La cocina, arma social                     | Perú sabe: La cocina, arma social       | Jesús M. Santos   | Perú        |

### Cine en Construcción 22
Este espacio, coordinado por el propio Festival juntamente con Cinélatino, Rencontres de Toulouse, se exhiben producciones latinoamericanas en fase de postproducción. Estas fueron las películas seleccionadas para la sección:
| Título en original                 | Director(es)               | País      |
| ---------------------------------- | -------------------------- | --------- |
| Asalto a a fábrica de caloventores | Estanislao Buisel Quintana | Argentina |
| De menor                           | Caru Alves de Souza        | Brasil    |
| Gloria                             | Sebastián Lelio            | Chile     |
| Las horas muertas                  | Aarón Fernández            | México    |
| Las niñas Quispe                   | Sebastián Sepúlveda        | Chile     |
| Tanta agua                         | Ana Guevara, Leticia Jorge | Uruguay   |

### Cine en Movimiento
Este programa, organizado por el Festival de San Sebastián con la colaboración de los festivales internacionales de Amiens (Francia) y de Friburgo (Suiza), está compuesto exclusivamente por largometrajes en final de rodaje o en etapa de postproducción y tiene por objeto facilitar la conclusión de las películas presentadas. Este año las películas fueron las de los países árabes en vía de desarrollo: Irak, Jordania, Líbano, Palestina y Siria. Fueron las siguientes:
| Título en original  | Director(es)       | País      |
| ------------------- | ------------------ | --------- |
| Coming Forth By Day | Hala Lotfy         | Egipto    |
| Le Challat de Tunis | Kaouther Ben Hania | Túnez     |
| Le veau d'or        | Hassan Legzouli    | Marruecos |
| Moug                | Ahmed Ismaiel Nour | Egipto    |

## Retrospectivas

### Retrospectiva clásica. Homenaje aGeorges Franju
La retrospectiva de ese año fue dedicado a la obra del cineasta francés Georges Franju. Se proyectó la totalidad de su filmografía.
| Título en español                                     | Título en original                                    | Año       |
| ----------------------------------------------------- | ----------------------------------------------------- | --------- |
| La sangre de las bestias (corto)                      | Le sang des bêtes                                     | 1949      |
| Hotel de los Inválidos (corto)                        | Hôtel des Invalides                                   | 1951      |
| Monsieur et Madame Curie (corto)                      | Monsieur et Madame Curie (corto)                      | 1956      |
| Les poussières (corto)                                | Les poussières (corto)                                | 1953      |
| À propos d'une rivière (Le saumon atlantique) (corto) | À propos d'une rivière (Le saumon atlantique) (corto) | 1955      |
| Mon chien (corto)                                     | Mon chien (corto)                                     | 1955      |
| Le théâtre national populaire (corto)                 | Le théâtre national populaire (corto)                 | 1956      |
| Notre Dame - cathédrale de Paris (corto)              | Notre Dame - cathédrale de Paris (corto)              | 1957      |
| La primera noche (corto)                              | La première nuit                                      | 1958      |
| La cabeza contra la pared                             | La Tête contre les murs                               | 1959      |
| Los ojos sin rostro                                   | Les Yeux sans visage                                  | 1960      |
| Focos sobre el asesino                                | Pleins feux sur l'assassin                            | 1961      |
| Relato íntimo                                         | Thérèse Desqueyroux                                   | 1962      |
| Judex                                                 | Judex                                                 | 1963      |
| Thomas el Impostor                                    | Thomas l'imposteur                                    | 1964      |
| Les rideaux blancs                                    | Les rideaux blancs                                    | 1965      |
| Rencontre avec Fantomas                               | Rencontre avec Fantomas                               | 1966      |
| El pecado del padre Mouret                            | La faute de l'abbé Mouret                             | 1970      |
| Noches rojas                                          | Nuits rouges                                          | 1974      |
| Crónicas de Francia                                   | Chroniques de France                                  | 1956-1964 |
| La discorde                                           | La discorde                                           | 1976      |
| Le dernier mélodrame                                  | Le dernier mélodrame                                  | 1979      |

### Retrospectiva temática: Very Funny Things. Nueva comedia americana
En esta edición, la retrospectiva se centra en las nuevas tendencias del cine de humor estadounidense.
| Título en español                        | Título en original                                                                  | Director                       | Año  |
| ---------------------------------------- | ----------------------------------------------------------------------------------- | ------------------------------ | ---- |
| Movida en el Roxbury                     | A Night at the Roxbury                                                              | John Fortenberry               | 1998 |
| El reportero: La leyenda de Ron Burgundy | Anchorman: The Legend of Ron Burgundy                                               | Adam McKay                     | 2004 |
| American Pie                             | American Pie                                                                        | Paul Weitz, Chris Weitz        | 1999 |
| Desmadre a la americana                  | National Lampoon's Animal House                                                     | John Landis                    | 1978 |
| Borat                                    | Borat: Cultural Learnings of America for Make Benefit Glorious Nation of Kazakhstan | Larry Charles                  | 2006 |
| La boda de mi mejor amiga                | Bridesmaids                                                                         | Paul Feig                      | 2011 |
| El club de los chalados                  | Caddyshack                                                                          | Harold Ramis                   | 1980 |
| Movida del 76                            | Dazed and Confused                                                                  | Richard Linklater              | 1993 |
| Colega, ¿dónde está mi coche?            | Dude, Where's my Car?                                                               | Danny Leiner                   | 2000 |
| Dos tontos muy tontos                    | Dumb and Dumber                                                                     | Peter Farrelly, Bobby Farrelly | 1994 |
| Paso de ti                               | Forgetting Sarah Marshall                                                           | Nicholas Stoller               | 2008 |
| Hazme reír                               | Funny People                                                                        | Judd Apatow                    | 2009 |
| Idiocracia                               | Idiocracy                                                                           | Mike Judge                     | 2006 |
| Happy Gilmore                            | Happy Gilmore                                                                       | Dennis Dugan                   | 1996 |
| Perdidos en América                      | Lost in America                                                                     | Albert Brooks                  | 1985 |
| Los incorregibles albóndigas             | Meatballs                                                                           | Ivan Reitman                   | 1979 |
| Napoleon Dynamite                        | Napoleon Dynamite                                                                   | Jared Hess                     | 2004 |
| Superfumados                             | Pineapple Express                                                                   | David Gordon Green             | 2008 |
| Napoleon Dynamite                        | Napoleon Dynamite                                                                   | Jared Hess                     | 2004 |
| Road Trip (Viaje de pirados)             | Road trip                                                                           | Todd Phillips                  | 2000 |
| Porky's                                  | Porky's                                                                             | Bob Clark                      | 1982 |
| Embriagado de amor                       | Punch-Drunk Love                                                                    | Paul Thomas Anderson           | 2002 |
| La revancha de los novatos               | Revenge of the Nerds                                                                | Jeff Kanew                     | 1984 |
| Academia Rushmore                        | Rushmore                                                                            | Wes Anderson                   | 1998 |
| Smiley Face                              | Smiley Face                                                                         | Gregg Araki                    | 2007 |
| Supersalidos                             | Superbad                                                                            | Greg Mottola                   | 2007 |
| Granujas a todo ritmo                    | The Blues Brothers                                                                  | John Landis                    | 1980 |
| Resacón en Las Vegas                     | The Hangover                                                                        | Todd Phillips                  | 2009 |
| Very Bad Things                          | Very Bad Things                                                                     | Peter Berg                     | 1998 |
| Roller Girls                             | Whip It!                                                                            | Drew Barrymore                 | 2009 |
| Zoolander                                | Zoolander                                                                           | Ben Stiller                    | 2001 |

### Retrospectiva temática: 4+1: Cine Brasileño Contemporáneo[15]
| Título en español                             | Título en original                      | Director            | Año  |
| --------------------------------------------- | --------------------------------------- | ------------------- | ---- |
| La casa de Alicia                             | A casa de Alice                         | Chico Teixeira      | 2007 |
| La esteticién                                 | A Esteticista                           | Sergio Oksman       | 2005 |
| Andarilho                                     | Andarilho                               | Cao Guimarães       | 2007 |
| Casa de arena                                 | Casa de Areia                           | Andrucha Waddington | 2005 |
| Juego de escena                               | Jogo de cena                            | Eduardo Coutinho    | 2007 |
| El año que mis padres se fueron de vacaciones | O ano em que meus pais saíram de férias | Cao Hamburger       | 2006 |
| O céu sobre os ombros                         | O céu sobre os ombros                   | Sérgio Borges       | 2010 |
| Santiago                                      | Santiago                                | João Moreira Salles | 2007 |

### Retrospectiva temática: En Construcción. Diez años con el cine latinoamericano
Esta retrospectiva homenajea el décimo aniversario de su sección Cine en Construcción, que recupera algunas de las películas que han sido presentadas a lo largo de estos años.
| Título original           | Director(es)                      | País      | Año  |
| ------------------------- | --------------------------------- | --------- | ---- |
| Cine, aspirinas y buitres | Marcelo Gomes                     | Brasil    | 2005 |
| El baño del Papa          | César Charlone, Enrique Fernández | Uruguay   | 2007 |
| El cielito                | María Victoria Menis              | Argentina | 2003 |
| El violín                 | Francisco Vargas                  | México    | 2005 |
| Entre la noche y el día   | Bernardo Arellano                 | México    | 2011 |
| Fuera de juego            | Víctor Arregui                    | Ecuador   | 2002 |
| La sombra del caminante   | Ciro Guerra                       | Colombia  | 2004 |
| Prohibido prohibir        | Jorge Durán                       | Brasil    | 2006 |
| Una novia errante         | Ana Katz                          | Argentina | 2007 |
| Gasolina                  | Julio Hernández Cordón            | Guatemala | 2008 |
| Una semana solos          | Celina Murga                      | Argentina | 2007 |
| La nana                   | Sebastián Silva                   | Chile     | 2009 |
| Norteado                  | Rigoberto Pérezcano               | México    | 2008 |
| La vida útil              | Federico Veiroj                   | Uruguay   | 2010 |
| Rompecabezas              | Natalia Smirnoff                  | Argentina | 2009 |
| Lucía                     | Niles Atallah                     | Chile     | 2010 |
| Todos tus muertos         | Carlos Moreno                     | Colombia  | 2010 |

## Premios oficiales[17]
- Concha de Oro: En la casa de François Ozon
- Premio especial del jurado: Blancanieves de Pablo Berger.
- Concha de Plata al mejor director: Fernando Trueba por El artista y la modelo.
- Concha de Plata a la mejor actriz ex aequo:
  - Macarena García por Blancanieves.
  - Katie Coseni por Foxfire.
- Concha de Plata al mejor actor: José Sacristán por El muerto y ser feliz.
- Premio del jurado a la mejor fotografía: Touraj Aslani por Rhino Season.
- Premio del jurado al mejor guion: François Ozon por En la casa.
- Mención especial del jurado: El atentado de Ziad Doueiri.
- Premios Cine en Movimiento: 
  - Le veau d'or de Hassan Legzouli
  - Moug de Ahmed Ismaiel Nour

## Premios honoríficos

### Premio Donostia
- Oliver Stone[18]
- Ewan McGregor[19]
- Tommy Lee Jones[20]
- John Travolta[21]
- Dustin Hoffman[22]

Premio Zinemiraː
- Michel Gaztambide

## Otros premios oficiales
- Premio Kutxa Nuevos Directores: Carne de perro de Fernando Guzzoni

Mención especial : Parviz de Majid Barzegar
Mención especial : El limpiador de Adrián Saba
- Premio Horizontes: El último Elvis de Armando Bo II

Mención especial : Era uma vez eu, Verônica de Marcelo Gomes
Mención especial : Después de Lucía  de Michel Franco

### Premio Encuentro Internacional de Estudiantes de Cine
- Premio Panavision: The Mass of Men de Gabriel Gauchet
- Premio de la Agencia FREAK: The Mass of Men de Gabriel Gauchet
- Participación en el Short film corner del Festival de CANNES: 
  - The Mass of Men de Gabriel Gauchet
  - Wedding duet de Goran Mihailov
  - I think this is the closest to how the footage looked de Yuval Hameiri

### Premios del público
- Premio del público: Las sesiones de Ben Lewin
  - Premio película europea: La parte de los ángeles de Ken Loach
- Premio Euskaltel de la juventud: 7 cajas de Juan Carlos Maneglia y ̟Tana Schémbori
- Premio Serbitzu Saria: Pura vida. The Ridge de Pablo Iraburu y Migueltxo Molina

### Premios de la industria
- Premios Cine en Construcción: Gloria de Sebastián Lelio
- Premio Norteado: Tanta agua de Ana Guevara, Leticia Jorge

## Otros premios
- Premio TVE - Otra Mirada: Shesh Peamim de Jonathan Gurfinkel

Mención especial : El atentado de Ziad Doueiri

## Premios paralelos
- Premio FIPRESCI: El muerto y ser feliz de Javier Rebollo
- Premio SIGNIS: Días de pesca en Patagonia de Carlos Sorín
- Premio de la Asociación de Donantes de Sangre de Gipuzkoa, a la Solidaridad / Elkartasun Saria: El capital de Costa-Gavras
- Premio Sebastiane: Joven y alocada de Marialy Rivas